# Manoir du Grand-Pontébar
Le manoir du Grand-Pontébar est situé à Paimpol, en France.

## Localisation
Le manoir est situé sur la commune de Paimpol, dans le département des Côtes-d'Armor, dans la région Bretagne.

## Description
La cour du manoir est délimitée par la façade sud du bâtiment principal et par diverses constructions plus récentes. Elle est ornée d'un puits. Le long du chemin vicinal, se trouvent les ruines d'une porte d'entrée et de plusieurs bâtiments anciens ainsi qu'un calvaire mutilé.

## Historique
Le manoir est inscrit au titre des monuments historiques par arrêté du 5 octobre 1970.

## Protection
Éléments protégés : les façades et toitures ; le puits situé dans la cour.